# Victor Boniface
Victor Boniface, né le 23 décembre 2000 à Akure au Nigeria, est un footballeur international nigérian qui évolue au poste d'avant-centre au Bayer Leverkusen.

## Biographie

### FK Bodø/Glimt
Né à Akure au Nigeria, Victor Okoh Boniface rejoint l'Europe et le club norvégien du FK Bodø/Glimt le 4 mars 2019. Il joue son premier match en professionnel lors d'une rencontre d'Eliteserien le 22 septembre 2019, face au Ranheim Fotball (1-1).
Le 1er décembre 2019, il inscrit son premier but, lors d'une rencontre de championnat sur la pelouse du Molde FK (défaite 4-2 de son équipe). Le 22 août 2020, il marque le premier doublé de sa carrière, en championnat, lors de la réception de l'IK Start (victoire 6-0). Cinq jours plus tard il joue son premier match de coupe d'Europe lors d'une rencontre de Ligue Europa face au FK Kauno Žalgiris. Il participe à la large victoire de son équipe en inscrivant également son premier but dans la compétition (6-1 score final). Lors de cette saison 2020 Boniface participe au sacre historique de son équipe, le FK Bodø/Glimt remportant le championnat de Norvège pour la première fois de son histoire.
Il est sacré Champion de Norvège une deuxième fois en 2021.

### Union Saint-Gilloise
Le 2 août 2022, Victor Boniface rejoint la Belgique pour s'engager en faveur de l'Union Saint-Gilloise. L'attaquant nigérian signe un contrat courant jusqu'en juin 2026,.
Boniface marque son premier but sous ses nouvelles couleurs le 28 août 2022 face au RSC Anderlecht, en championnat. Titularisé, il ouvre le score après deux minutes de jeu et contribue à la victoire de son équipe par deux buts à un.

### Bayer Leverkusen
Le 22 juillet 2023, Victor Boniface s'engage en faveur du Bayer Leverkusen. Il signe un contrat courant jusqu'en juin 2028 et le montant du transfert est estimé à 20M€, un record pour l'Union.
Boniface inscrit ses deux premiers buts pour Leverkusen le même jour, le 27 août 2023, à l'occasion d'une rencontre de championnat face au Borussia Mönchengladbach. Titulaire, il permet à son équipe de s'imposer par trois buts à zéro,. L'attaquant nigérian réalise pareille performance lors de la journée suivante, le 2 septembre contre le SV Darmstadt 98 en marquant deux buts, permettant ainsi aux siens de l'emporter par cinq buts à un. Cette victoire permet au Bayer Leverkusen de se positionner en tête du championnat d'Allemagne à ce moment-là de la saison.
Lors de sa première saison au club il participe au sacre historique de son équipe, le Bayer Leverkusen étant champion de Bundesliga pour la première fois de son histoire.

### En sélection
En juin 2019, Victor Boniface est appelé pour jouer avec l'équipe du Nigeria des moins de 20 ans pour disputer la Coupe d'Afrique des nations des moins de 20 ans en 2019, mais il déclare finalement forfait pour cause de blessure.
Le 29 décembre 2023, il est retenu dans la liste des vingt-cinq joueurs nigérians sélectionnés par José Peseiro pour disputer la Coupe d'Afrique des nations 2023. Une blessure le contraint cependant au forfait et il est remplacé dans le groupe nigérian par Terem Moffi.

## Statistiques
| Saison                | Club                  | Championnat           | Championnat | Championnat | Championnat | Coupe(s) nationale(s) | Coupe(s) nationale(s) | Coupe(s) nationale(s) | Supercoupe | Supercoupe | Supercoupe | Compétition(s) continentale(s) | Compétition(s) continentale(s) | Compétition(s) continentale(s) | Compétition(s) continentale(s) | Total | Total | Total |
| Saison                | Club                  | Division              | M.          | B.          | P.d.        | M.                    | B.                    | P.d.                  | M.         | B.         | P.d.       | Comp.                          | M.                             | B.                             | P.d.                           | M.    | B.    | P.d.  |
| 2019                  | FK Bodø/Glimt         | Eliteserien           | 8           | 1           | 0           | -                     | -                     | -                     | -          | -          | -          | -                              | -                              | -                              | -                              | 8     | 1     | 0     |
| 2020                  | FK Bodø/Glimt         | Eliteserien           | 24          | 6           | 2           | 0                     | 0                     | 0                     | -          | -          | -          | C3                             | 3                              | 2                              | 1                              | 27    | 8     | 3     |
| 2021                  | FK Bodø/Glimt         | Eliteserien           | 1           | 0           | 0           | 3                     | 1                     | 0                     | -          | -          | -          | C4                             | 6                              | 0                              | 0                              | 10    | 1     | 0     |
| 2022                  | FK Bodø/Glimt         | Eliteserien           | 15          | 6           | 1           | 3                     | 1                     | 0                     | -          | -          | -          | C1                             | 4                              | 5                              | 0                              | 22    | 12    | 1     |
| Sous-total            | Sous-total            | Sous-total            | 48          | 13          | 3           | 5                     | 3                     | 2                     | -          | -          | -          | -                              | 13                             | 7                              | 1                              | 66    | 23    | 6     |
| 2022-2023             | Union SG              | Jupiler Pro League    | 37          | 9           | 8           | 4                     | 2                     | 1                     | -          | -          | -          | C3                             | 10                             | 6                              | 2                              | 51    | 17    | 11    |
| 2023-2024             | Bayer Leverkusen      | Bundesliga            | 23          | 14          | 8           | 3                     | 2                     | 0                     | -          | -          | -          | C3                             | 8                              | 5                              | 1                              | 34    | 21    | 9     |
| 2024-2025             | Bayer Leverkusen      | Bundesliga            | 19          | 8           | 1           | 3                     | 1                     | 0                     | 1          | 1          | 0          | C1                             | 4                              | 1                              | 0                              | 27    | 11    | 1     |
| Sous-total            | Sous-total            | Sous-total            | 42          | 22          | 9           | 6                     | 3                     | 0                     | 1          | 1          | 0          | -                              | 12                             | 6                              | 1                              | 61    | 32    | 10    |
| Total sur la carrière | Total sur la carrière | Total sur la carrière | 127         | 45          | 20          | 15                    | 8                     | 3                     | 1          | 1          | 0          | -                              | 35                             | 19                             | 4                              | 178   | 73    | 27    |

### En sélection nationale
| Saison                | Sélection             | Phases finales        | Phases finales | Phases finales | Phases finales | Éliminatoires | Éliminatoires | Éliminatoires | Matchs amicaux | Matchs amicaux | Matchs amicaux | Total | Total | Total |
| Saison                | Sélection             | Compétition           | M              | B              | Pd             | M             | B             | Pd            | M              | B              | Pd             | M     | B     | Pd    |
| --------------------- | --------------------- | --------------------- | -------------- | -------------- | -------------- | ------------- | ------------- | ------------- | -------------- | -------------- | -------------- | ----- | ----- | ----- |
| 2023-2024             | Nigéria               | -                     | -              | -              | -              | 4             | 0             | 1             | 2              | 1              | 0              | 6     | 1     | 1     |
| 2024-2025             | Nigéria               | -                     | -              | -              | -              | 6             | 0             | 0             | -              | -              | -              | 6     | 0     | 0     |
| Total sur la carrière | Total sur la carrière | Total sur la carrière | -              | -              | -              | 10            | 0             | 1             | 2              | 1              | 0              | 12    | 1     | 1     |

## Palmarès

### En club
FK Bodø/Glimt 
- Tippeligæn
  - Champion : 2020 et 2021.

 Bayer Leverkusen
- Bundesliga
  - Champion : 2024.
- DFB Pokal
  - Vainqueur : 2024.
- Supercoupe d’Allemagne
  - Vainqueur : 2024.

## Distinctions individuelles
- Meilleur buteur de la Ligue Europa 2022-2023